# Akopovaite
L'akopovaite (simbolo IMA: Av) è un minerale molto raro del supergruppo dell'idrotalcite con composizione chimica Li2Al4(OH)12(CO3)(H2O)3.
L'akopovaite è il CO3 analogo della dritsite (Li2Al4(OH)12Cl2 • 3(H2O)) ed è uno dei minerali del litio più alcalini.

## Etimologia e storia
L'akopovaite prende il nome da Anna Vartanovna Akopova (in russo: Анна Вартановна Акопова) (nata nel 1952), un'insegnante di chimica in una scuola di Rostov sul Don in Russia. Il suo notevole stile di insegnamento, incluso il lavoro sperimentale, ha ispirato molti suoi studenti a scegliere la carriera nel campo delle scienze naturali, incluso il primo autore della descrizione del minerale.
Il campione tipo del minerale è conservato presso l'Accademia russa delle scienze di Mosca, nel museo mineralogico "A.E. Fersman" con il numero di catalogo 5200/1.

## Classificazione
L'akopovaite è stata approvata come specie minerale dall'Associazione Mineralogica Internazionale (IMA) nel 2018 e pertanto non è elencata né nella classificazione dei minerali di Dana, né nella nona edizione della sistematica dei minerali di Strunz (aggiornata dall'IMA fino al 2009).
Nell'edizione successiva, proseguita dal database "mindat.org" e chiamata anche Classificazione Strunz-mindat, l'akopovaite è elencata nella classe "5. Carbonati (nitrati)" e nella sottoclasse "5.D Carbonati con anioni aggiuntivi, con H2O"; questa è ulteriormente suddivisa in base alla dimensione dei cationi coinvolti e l'akopovaite si trova nella sezione "5.DA Con cationi di media dimensione" dove forma il sistema 5.DA.55 insieme alla coalingite.

## Abito cristallino
L'akopovaite cristallizza nel sistema monoclino nel gruppo spaziale C2/m (gruppo nº 12) con i parametri reticolari a = 5,0953(6) Å, b = 8,877(1) Å, c = 7,806(1) Å e β = 102,572(6)°, oltre a una unità di formula per cella unitaria.

## Origine e giacitura
L'akopovaite è stata rinvenuta in una vena pegmatitica zonata contenente spodumene in scisti quarzoso-micacei; qui era associata a gibbsite, quarzo, albite, microclino, muscovite, montebrasite, siderite, sciorlite e ossidi di tipo birnessite con ferro e manganese.
L'unico sito in cui l'akopovaite è stata trovata è la sua località tipo, il ghiacciaio Asan-Usun (39.5893°N 70.2489°E) nella regione di Batken in Kirghizistan.

## Forma in cui si presenta in natura
L'akopovaite si presenta in cristalli lamellari curvi che formano aggregati a rosetta di dimensioni fino a 30 μm.
Il minerale è molto morbido, con una durezza Mohs pari a 1; i cristalli hanno colore bianco o giallino.